# Karbenicillin
A karbenicillin egy β-laktám antibiotikum a penicillinek karboxipenicillinek alcsoportjából. A gyógyszernek Gram-negatív baktériumok ellen szélesebb a spektruma, Pseudomonas aeruginosa ellen is hat, de limitált Gram-pozitív kórokozók ellen. A karboxipenicillinek β-laktamáz enzimmel szemben nem ellenállóak.
A VIII. Magyar Gyógyszerkönyvben Carbenicillinum natricum    néven hivatalos.  